# Turkey Juniors
Das Turkey Juniors (auch Turkish Junior International genannt) ist im Badminton die offene internationale Meisterschaft der Türkei für Junioren und damit das bedeutendste internationale Juniorenturnier in der Türkei. Es wurde erstmals im November 2006 ausgetragen.

## Die Sieger
| Saison    | Herreneinzel               | Dameneinzel               | Herrendoppel                           | Damendoppel                                  | Mixed                               |
| --------- | -------------------------- | ------------------------- | -------------------------------------- | -------------------------------------------- | ----------------------------------- |
| 2006      | Luis Siles                 | Gabriela Banová           | Alejandro Barriga Luis Siles           | Staša Poznanović Öznur Çalışkan              | Jakub Bitman Zuzana Orlovská        |
| 2007 2008 | nicht ausgetragen          | nicht ausgetragen         | nicht ausgetragen                      | nicht ausgetragen                            | nicht ausgetragen                   |
| 2009      | Kamil Vehbi Akcebe         | Özge Bayrak               | Emre Arslan Hüseyin Oruç               | Ebru Tunalı Özge Bayrak                      | Hüseyin Oruç Rabia Kurtulus         |
| 2010      | Denis Grachev              | Özge Bayrak               | Denis Grachev Konstantin Abramov       | Anastasia Chervyakova Maria Korobeyinkova    | Denis Grachev Anastasia Chervyakova |
| 2011      | Ramazan Öztürk             | Neslihan Yiğit            | Emre Vural Tolga Özsoy                 | Neslihan Yiğit Neslihan Kılıç                | Sergiy Garist Natalya Voytsekh      |
| 2012      | nicht ausgetragen          | nicht ausgetragen         | nicht ausgetragen                      | nicht ausgetragen                            | nicht ausgetragen                   |
| 2013      | Kirill Boyarskiy           | Victoria Dergunova        | Kirill Boyarskiy Andrey Dolotov        | Busenur Korkmaz Özge Toyran                  | Muhammed Ali Kurt Özge Toyran       |
| 2014      | Muhammed Ali Kurt          | Kader İnal                | Duarte Nuno Anjo Bernardo Atilano      | Kader İnal Fatma Nur Yavuz                   | Muhammed Ali Kurt Nazlıcan İnci     |
| 2015      | Oktay Aydın                | Kader İnal                | Daniel Nikolov Ivan Panev              | Kader İnal Fatma Nur Yavuz                   | Melih Turgut Fatma Nur Yavuz        |
| 2016      | Murathan Eken              | Aliye Demirbağ            | Mehmet Çapar Emre Sönmez               | Bengisu Erçetin Nazlıcan İnci                | Yazgan Çalışır Kader İnal           |
| 2017      | Kartikey Gulshan Kumar     | Vaishnavi Reddy Jakka     | Mehmet Çapar Emre Sönmez               | Bengisu Erçetin Nazlıcan İnci                | Emre Sönmez Bengisu Erçetin         |
| 2018      | Marc Cardona               | Betül Söner               | Hasan Berkay Günbaz Yunus Emre Karakaş | Bengisu Erçetin Nazlıcan İnci                | Semih Baha Başakın Ece Sare Başakın |
| 2019      | Mads Juel Møller           | Mariia Golubeva           | Egor Borisov Egor Velp                 | Yasemen Bektaş Cansu Erçetin                 | Taha Emirhan Budak Yasemen Bektaş   |
| 2020      | nicht ausgetragen          | nicht ausgetragen         | nicht ausgetragen                      | nicht ausgetragen                            | nicht ausgetragen                   |
| 2021      | Dicky Dwi Pangestu         | Mariia Golubeva           | Daniil Dubovenko Maksim Ogloblin       | Anastasiia Boiarun Alena Iakovleva           | Egor Borisov Anastasiia Boiarun     |
| 2022      | Patcharakit Apiratchataset | Anyapat Phichitpreechasak | Burak Kucuk Kader Cotur                | Anyapat Phichitpreechasak Sarunrak Vitidsarn | Anil Ulaç Atan Miraç Kantar         |
| 2023      | nicht ausgetragen          | nicht ausgetragen         | nicht ausgetragen                      | nicht ausgetragen                            | nicht ausgetragen                   |
| 2024      | Mehmet Can Töremiş         | Aleyna Korkut             | Buğra Aktaş Mehmet Can Töremiş         | Nisa Nur Çimen Aleyna Korkut                 | Buğra Aktaş Sinem Yıldız            |
| 2025      | Mehmet Can Töremiş         | Prashansa Bonam           | Gökay Göl Mehmet Can Töremiş           | Aysu Arslan Defne Ilgın Koçak                | Gökay Göl Nisa Nur Çimen            |